# Beaujolais Basket
El Beaujolais Basket es un equipo de baloncesto francés con sede en la ciudad de Quincié-en-Beaujolais, que compite en la NM2, la cuarta competición de su país, tras ascender de la NM3. Disputa sus partidos en la Salle Georges Lavarenne.

## Posiciones en liga
- 2013 - (1-NM3)
- 2014 - (12-NM2)
- 2015 -(5-NM2)
- 2016 -(9-NM2)
- 2017 -(8-NM2)
- 2018 -(5-NM2)
- 2019 -(5-NM2)
- 2020 -(1-NM2)
- 2021 -(6-NM2)
- 2022 -(8-NM2)